# Onthophagus deplanatus
Onthophagus deplanatus là một loài bọ cánh cứng trong họ Bọ hung (Scarabaeidae).